# Pseudonychocamptus spinifer
Pseudonychocamptus spinifer is een eenoogkreeftjessoort uit de familie van de Laophontidae. De wetenschappelijke naam van de soort is voor het eerst geldig gepubliceerd in 1965 door Lang.